# Herta Ilk
Pour les articles homonymes, voir Ilk.
Herta Ilk (Brzeg, 9 septembre 1902 - Augsbourg, 29 août 1972) est une femme politique allemande. 